# Национальная сокровищница Центрального Банка Ирана
Национальная сокровищница Центрального Банка Ирана (перс. خزانه جواهرات ملی بانک مرکزی ایران‎, Khazane-ey Javaherat-e Melli Bank-e Markazi Iran) — музей исторических ювелирных изделий, драгоценных камней, а также предметов искусства из ценных материалов, располагающийся, по сути, в сейфовом хранилище одного из зданий Центрального банка Ирана в Тегеране. В коллекции содержатся отдельные самоцветы, тиары, диадемы, ожерелья, мечи, а также такие экспонаты, как «Драгоценный глобус», бриллиант «Дарья-е нур», трон Надир-шаха, трон Солнца, Корона Киани, щит Надир-шаха, изготовленный из кожи носорога и др. Сокровищница представляет собой уникальный фонд драгоценностей, собранных персидскими правителями в течение многих столетий. Сегодня это не только музейная экспозиция, но и гарантийный фонд государственной казны (часть «золотого запаса»).
Точной информации о количестве драгоценностей нет.
Музей находится в старом здании Центрального Банка ИРИ на улице Фирдоуси и открыт для посещения с субботы по вторник. При входе можно взять буклеты о коллекции или прослушать профессионального гида, поскольку экспонаты не подписаны.

## История
Основная часть представленных в экспозиции предметов была накоплена в период правления персидской династии Сефивидов (1502—1736), собиравших драгоценности в Европе, Османской Империи и Индии для своей столицы — Исфахана. Некоторые экспонаты (в том числе алмаз «Дарья-е Нур») были привезены из индийского похода Надир-Шаха, сумевшего пройти войной через Кандагар, Кабул и Дели в середине XVIII века.
Монархи династии Каджаров (1785—1925 гг.) также внесли свой вклад в составление коллекции, добавив в неё многие драгоценности со всего мира, в том числе ювелирные украшения из Европы. Ряд предметов коллекции был изготовлен по их приказу из имевшихся в их распоряжении камней.
Другой частью коллекции пользовались последний иранский шах Мохаммад Реза Пехлеви и его супруга Фарах, чьи корона, диадемы и броши выставлены в музее.
Сокровища в течение нескольких столетий находились в личном распоряжении персидских правителей. Считается, что в 1855 году коллекция была собрана из разрозненных частей в одну в качестве «королевских драгоценностей». В 1937 году Реза Шах Пехлеви передал сокровища в ведение государства, их перенесли в хранилища Национального Банка (ныне — Центральный Банк ИРИ) и использовали в качестве обеспечения национальной золотовалютной системы. После Исламской революции 1979 года музей смог открыться вновь только в начале 1990-х годов.
Значение объектов, находящихся в хранилище, не ограничивается их экономической ценностью. Коллекция является отражением творчества иранских мастеров и художников разных исторических эпох, и представляет собой часть богатого культурного наследия Ирана. Сами иранцы говорят, что «экспонаты напоминают об истории побед и поражений, гордости и высокомерии правителей».